# غوستاف فريتش
غوستاف فريتش (بالألمانية: Gustav Theodor Fritsch)‏ هو عالم تشريح ومصور وطبيب ألماني، ولد في 5 مارس 1838 في كوتبوس في ألمانيا، وتوفي في 12 يونيو 1927 في برلين في ألمانيا.